# Cymothoe kakamega
Cymothoe kakamega är en fjärilsart som beskrevs av Van Someren 1939. Cymothoe kakamega ingår i släktet Cymothoe och familjen praktfjärilar. Inga underarter finns listade i Catalogue of Life.